# Divizia, Cetatea Albă
Divizia (în rusă Дивизия, în ucraineană Дивізія, transliterat: Dîvizia), în turcă Deveci (Cămilăr) este localitatea de reședință a comuna Divizia din raionul Cetatea Albă, regiunea Odesa, Ucraina. Are 2,078 locuitori, preponderent ucraineni.
Satul este situat la o altitudine de 9 metri, în partea de nord-est a raionului Tatarbunar. El se află la o distanță de 35 km est de centrul raional Tatarbunar. Teritoriul acestei localități este traversat de râul Hagider, care se varsă în Lacul Hagider, în dreptul localității Hagider.
De această comună depinde administrativ satul Hagider.

## Istoric
Prin Tratatul de pace de la București, semnat pe 16/28 mai 1812, între Imperiul Rus și Imperiul Otoman, la încheierea războiului ruso-turc din 1806 – 1812, Rusia a ocupat teritoriul de est al Moldovei dintre Prut și Nistru, pe care l-a alăturat Ținutului Hotin și Basarabiei/Bugeacului luate de la turci, denumind ansamblul Basarabia (în 1813) și transformându-l într-o gubernie împărțită în zece ținuturi (Hotin, Soroca, Bălți, Orhei, Lăpușna, Tighina, Cahul, Bolgrad, Chilia și Cetatea Albă, capitala guberniei fiind stabilită la Chișinău).
Pentru a-și consolida stăpânirea asupra Basarabiei, autoritățile țariste au sprijinit începând de la începutul războiului stabilirea în sudul Basarabiei a familiilor de imigranți bulgari și găgăuzi din sudul Dunării, aceștia primind terenuri de la ocupanții ruși ai Basarabiei. Satul Divizia a fost fondat în anul 1818 de către soldați ucraineni și ruși, care au cerut ei înșiși "divizarea", adică stabilirea pe un teritoriul cu scopul de a-l apăra. Mai târziu, s-au stabilit aici țărani iobagi fugiți de pe moșii din provinciile Rusiei. În anul 1823 a avut loc sfințirea bisericii cu hramul "Sf. Arhanghel Mihail".
În urma Tratatului de la Paris din 1856, care încheia Războiul Crimeii (1853-1856), Rusia a retrocedat Moldovei o fâșie de pământ din sud-vestul Basarabiei (cunoscută sub denumirea de Cahul, Bolgrad și Ismail). Satul Divizia a rămas pe teritoriul Rusiei, aflându-se în apropiere de frontieră.
În 1866 s-a deschis o școală parohială, care s-a transformat în 1874 în școală de stat. De la o singură clasă, școala a trecut în 1906 la două clase. La 31 martie 1899 a fost deschisă o bibliotecă.
În perioada de până la primul război mondial, s-au intensificat nemulțumirile țăranilor săraci cauzate de lipsa pământului. În ianuarie 1918, activiștii bolșevici au preluat conducerea în sat. Intervenția armatei române a dus la înăbușirea rebeliunii bolșevice și la pacificarea localității.
După Unirea Basarabiei cu România la 27 martie 1918, satul Divizia a făcut parte din componența României, în Plasa Tuzla a județului Cetatea Albă. Pe atunci, majoritatea populației era formată din ucraineni, existând și o comunitate mare de ruși. La recensământul din 1930, s-a constatat că din cei 3.606 locuitori din sat, 2.438 erau ucraineni (67.61%), 1.032 ruși (28.62%), 93 români (2.58%), 23 evrei (0.64%), 6 bulgari și 1 polonez. În sat a funcționat un spital de stat .
În perioada interbelică, satul s-a aflat în aria de interes a activiștilor bolșevici din URSS, aici existând un comitet revoluționar clandestin care pregătea declanșarea unei insurecții armate. Mai mulți săteni au participat la Răscoala de la Tatarbunar din 1924, organizată de bolșevicii din URSS. După înăbușirea revoltei, au fost arestați 14 săteni, 5 dintre ei fiind condamnați la închisoare de tribunalul militar. În 1930, 11 țărani au fost trecuți de jandarmi pe lista persoanelor suspectate de propagandă comunistă. În 1931, poliția a arestat 4 localnici (L. Miroșcenko, A. Kolesnicenko, S. Kozacikova și G. Kotliarenko) pentru distribuirea de pliante propagandistice, aceștia fiind condamnați de tribunal la pedepse cu închisoarea de la 3 la 10 ani.
Ca urmare a Pactului Ribbentrop-Molotov (1939), Basarabia, Bucovina de Nord și Ținutul Herța au fost anexate de către URSS la 28 iunie 1940. După ce Basarabia a fost ocupată de sovietici, Stalin a dezmembrat-o în trei părți. Astfel, la 2 august 1940, a fost înființată RSS Moldovenească, iar părțile de sud (județele românești Cetatea Albă și Ismail) și de nord (județul Hotin) ale Basarabiei, precum și nordul Bucovinei și Ținutul Herța au fost alipite RSS Ucrainene. La 7 august 1940, a fost creată regiunea Ismail, formată din teritoriile aflate în sudul Basarabiei și care au fost alipite RSS Ucrainene .
În perioada 1941-1944, toate teritoriile anexate anterior de URSS au reintrat în componența României. Un număr de 511 localnici au luptat în cel de-al doilea război mondial, 273 dintre ei murind pe front. Apoi, cele trei teritorii au fost reocupate de către URSS în anul 1944 și integrate în componența RSS Ucrainene, conform organizării teritoriale făcute de Stalin după anexarea din 1940, când Basarabia a fost ruptă în trei părți.
În anul 1947, autoritățile sovietice au schimbat denumirea oficială a satului din cea de Cișmele în cea de Strumok. În anul 1954, Regiunea Ismail a fost desființată, iar localitățile componente au fost incluse în Regiunea Odesa.
Începând din anul 1991, satul Divizia face parte din raionul Tatarbunar al regiunii Odesa din cadrul Ucrainei independente. În prezent, satul are 2.078 locuitori, preponderent ucraineni.

## Economie
Locuitorii satului Divizia se ocupă în principal cu agricultura. În sat mai funcționează o fermă de creștere a junincilor de rasă pentru fermele din raion și o fermă de producție de ouă. De asemenea, mai există aici o fabrică de cherestea și un atelier de fabricare a țiglei.
Satul are 2 oficii poștale: Divizia (cu codul 68150) și Divizia 1 (cu codul 68151) . În timpul alegerilor, în sat au fost înființate 2 secții de votare.

## Demografie
Componența lingvistică a localității Divizia
     Ucraineană (92,59%)
     Rusă (5%)
     Alte limbi (1,73%)
Conform recensământului din 2001, majoritatea populației localității Divizia era vorbitoare de ucraineană (92,59%), existând în minoritate și vorbitori de rusă (5%).
1930: 3.606 (recensământ) 
2001: 2.078 (recensământ)

## Obiective turistice
- Monumentul lui V.I. Lenin
- Monumentul eroilor sovietici din Marele Război pentru Apărarea Patriei